# Akoniodes kuyanianus
Akoniodes kuyanianus là một loài bướm đêm trong họ Noctuidae.